# 로열티 프리
저작권 또는 기타 지식 재산권법에 종속되는 로열티 프리(Royalty-free, RF) 자료는 개별 사용, 개별 사본, 일정 기간의 판매에 따라 로열티나 라이선스 비용을 지불하지 않고도 사용할 수 있다.

## 컴퓨터 표준
수많은 컴퓨터 산업 표준들, 특히 산업 컨소시엄이나 개개의 기업들이 개발하고 제출한 것들은 이 표준들의 실제 구현을 위해 로열티가 수반된다. 이 로열티들은 "포트 당 / 장치 당" 부과되는 것이 보통이며, 최종 사용자 장치의 제조업체는 판매되는 개별 장치의 적은 액수의 고정 비용을 지불하여야 하며, 연간 고정 비용이 포함되기도 한다. 매년 수백 만 대의 장치들이 판매되면서 이 로열티는 수백 만 달러로까지 치솟을 수 있으며 이는 제조업체에 상당한 부담이다. 이러한 로열티 기반 표준의 예에는 IEEE 1394, HDMI, H.264/MPEG-4 AVC 등이 있다.
로열티 프리 표준은 포트나 볼륨 단위의 금액 부과, 실제 표준 구현에 따른 연간 금액 지불이 포함되지 않으며, 이 사실은 실제 사양의 문구가 일반적으로 저작권에 의해 보호되고 표준 기관으로부터 구매할 필요가 있다고 해도 변하지 않는다. 대부분의 개방형 표준은 로열티 프리이며 수많은 사유 표준들 또한 로열티 프리이다. 로열티 프리 표준의 예로는 디스플레이포트, 비디오 그래픽스 어레이, VP8, Matroska 등이 있다.

## 사진과 삽화
사진술과 삽화 산업에서는 사용자가 라이선스 제공자에게 1회성으로 지불하는 수많은 제약사항 없이 사진을 사용할 권리가 있는 저작권 라이선스를 따른다. 그러므로 사용자는 추가 비용을 들일 필요 없이 여러 프로젝트의 이미지를 사용할 수 있다. RF 라이선스는 독점적 기반에 대해 부여될 수 없다. 스톡 사진 분야에서 RF는 Rights Managed와 대조되는 커먼즈 라이선스의 하나이며 구독 기반 또는 마이크로스톡 사진 비즈니스 모델에 적용된다.

## 같이 보기
- 개방형 표준